# Kurt Eisner
Kurt Eisner (Berlim, 14 de maio de 1867 – Munique, 21 de fevereiro de 1919) foi um político alemão tomado como exemplo de uma autoridade carismática por Max Weber.

## Biografia

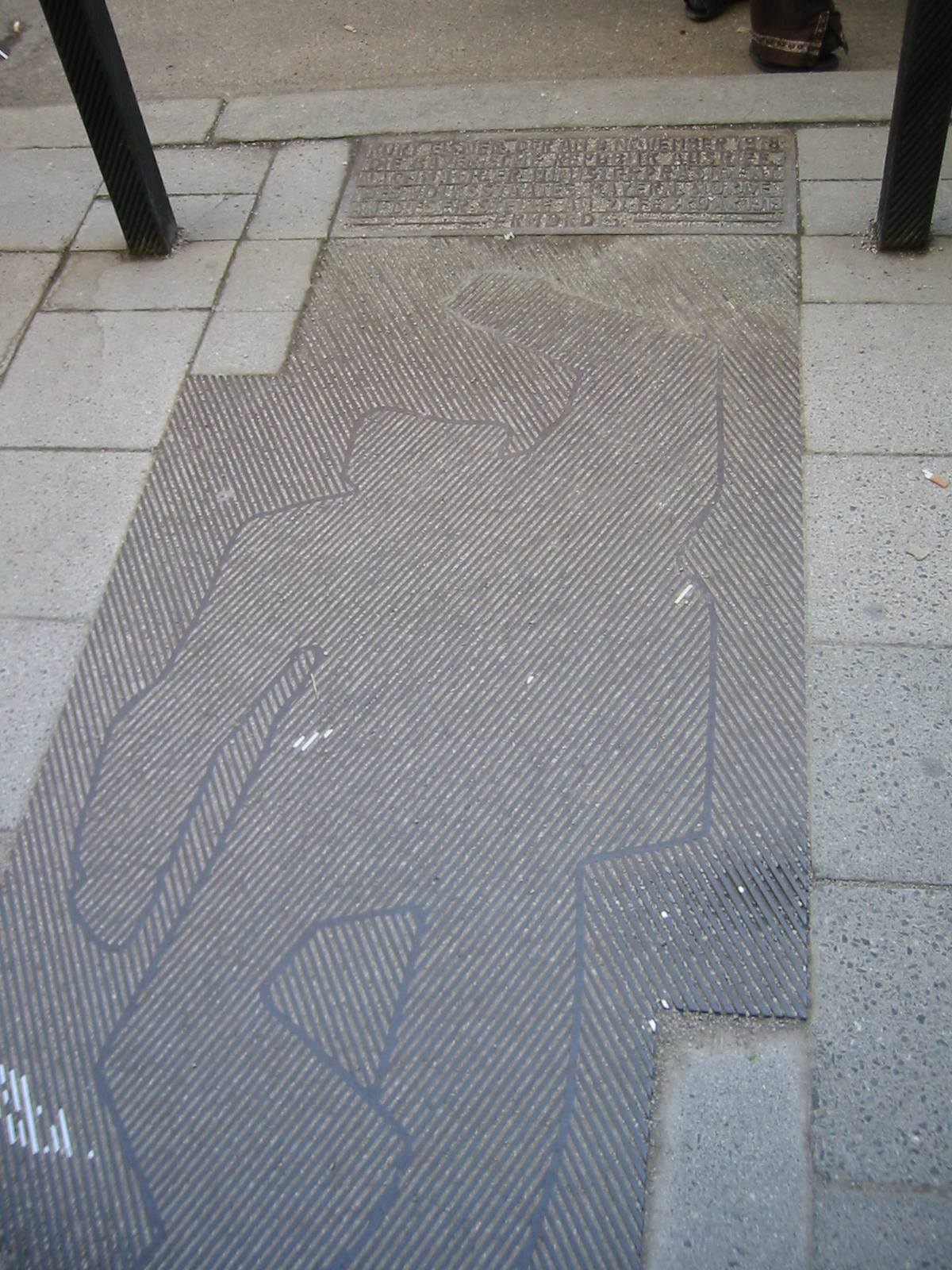
Monumento em memória à morte de Kurt Eisner na calçada em que foi assassinado em Munique

Estudou na Universidade Friedrich Wilhelm, trabalhou como um crítico de teatro e editou vários jornais socialistas. Era um crítico em relação ao materialismo histórico de Karl Marx, o qual considerava parte do pensamento dogmático do Partido Social Democrata da Alemanha.
Seu pensamento foi fortemente influenciado por Friedrich Nietzsche: com ele concordava na questão da igualdade acreditando que as pessoas deveriam ter a possibilidade de sobressair-se do mediano e serem criativas como a única possibilidade de melhorar a sociedade. No entanto, outras opiniões de Nietzsche fizeram Eisner considerá-lo um monstro e um pensador sinistro. Enquanto um pacifista e um socialista, era contrário à idealização de um caráter forte e irresponsável (Übermensch) encorajado por Nietzsche.

## Proeminência
Kurt Eisner era descendente de judeus de sobrenome Kamonowsky. Quando começou a escrever é que adotou o nome de Eisner que manteve quando iniciou seus trabalhos para a social democracia.
Seu pai era um bem sucedido homem de negócios. Depois de ter estudado literatura e filosofia em Marburg publicou Friedrich Nietzsche and the Apostle of the Future em 1892.
Eisner foi sempre um republicano bem como um social-democrata. Ligado especificamente à social-democracia alemã, por questões táticas, especialmente em seus estágios mais avançados, Eisner sempre tomou qualquer forma de propaganda republicana como sendo desnecessária e contemplada pelos objetivos gerais da social-democracia. Consequentemente ele lutou ativamente em prol da democracia política e da social-democracia.
Tornou-se editor de Vorwärts depois da morte de Wilhelm Liebknecht em 1900, mas foi subsequentemente chamado a desistir do cargo. Depois de sua retirada do jornal, suas atividades foram confinadas em sua maioria à Baviera, ainda que viajasse por outras partes da Alemanha.
Quando a 1ª Guerra Mundial estourou se encontrava em Munique. À princípio ele tendeu a apoiar a maioria em favor da guerra, mas não por muito tempo. Logo tomou o lado da minoria e desde então se constituiu como uma figura líder dos Independentes. Sua atitude perante guerra mostrou a inconsistência daqueles que argumentavam que os que apoiavam o governo alemão eram somente os revisionistas e que os marxistas radicais eram os positores. Eisner, preferindo os revisionistas à rigidez marxista foi cada vez mais contra oposto à política de guerra enquanto marxistas como Lensch e Heinrich Cunow apoiaram-na sob os argumentos de que uma economia da "Alemanha acima de tudo" (Deutschland über Alles) seria a melhor coisa possível para o mundo.
Ele se juntou ao Partido Socialdemocrata Independente da Alemanha em 1917 juntamente com Karl Kautsky, Eduard Bernstein, Julius Leber, Rudolf Breitscheild e Rudolf Hilferding. Foi condenado por traição em 1918 por sua atuação na greve dos trabalhadores da indústria armamentista.
Depois de solto, organizou a revolução que derrubou a monarquia da Baviera. Declarou a Baviera como um estado livre e republicano a 9 de novembro de 1918 se tornando o primeiro premier republicano da Baviera. Ainda que de caráter socialista, Eisner esclareceu que a República Socialista da Baviera seria diferente da Revolução Bolchevique na Rússia e que as propriedades privadas seriam protegidas pelo novo governo.
Foi derrotado nas eleições de fevereiro de 1919 e assassinado em Munique quando o Conde Anton Graf von Arco auf Valley atirou nele em seu caminho para apresentar sua renúncia ao parlamento bavário no dia 21 de fevereiro de 1919. Sepultado no Ostfriedhof em Munique.

## Publicações
Eisner foi o autor de vários livros e panfletos, incluindo:
- Psychopathia Spiritualis (1892, "Psicopatia Espiritual")
- Eine Junkerrevolte (1899, "Uma revolta Junker")
- Wilhelm Liebknecht (1900)
- Feste der Festlosen (1903, "Fortaleza dos sem festas")
- Die Neue Zeit (1919, "A Nova Era")